# Run Away (SunStroke Project & Olia Tira)
Run Away è un singolo del gruppo musicale moldavo SunStroke Project e Olia Tira, scritto e composto da Anton Ragoza, Sergej Stepanov e Galina Galeckaja. Con questo brano hanno rappresentato la Moldavia all'Eurovision Song Contest 2010 tenutosi nel maggio 2010 ad Oslo, Norvegia. La canzone vinse la finale di O melodie pentru Europa 2010, il quale si tenne il 6 marzo. Ottenne il massimo dei punti sia dalle giurie che dai televoti.
Nella manifestazione, il singolo fu eseguito per primo nella serata della prima semifinale, precedendo quello della Russia Lost and Forgotten e passò in finale. L'ispirazione per l'"Epic Jazz Jive" venne dall'osservazione della camminata ondeggiante delle anatre nella sabbia, sulla spiaggia.
Dopo il contest, Run Away divenne anche materiale per una grande quantità di meme riguardo agli assoli di sassofono eseguiti dal sassofonista Sergey Stepanov il quale, con un fenomeno simile al Rickrolling e Trololo, fu soprannominato "Epic Sax Guy" nei video su YouTube. Le regole del contest proibivano l'esecuzione di strumenti musicali sul palco, per cui Stepanov non stava realmente suonando il sassofono, ma piuttosto sincronizzava i movimenti con una traccia già registrata.

## Classifiche
| Classifica (2010) | Posizione massima |
| ----------------- | ----------------- |
| Norvegia          | 7                 |
| Svezia            | 31                |